# Louis Jacques Thénard
Louis Jacques Thénard, född 4 maj 1777 i La Louptière, departementet Aube, död 21 juni 1857 i Paris, var en fransk kemist.

## Karriär
Thénard var lärjunge till Claude Louis Berthollet. År 1810 blev han ledamot av Institut de France, baroniserades 1824 och var 1833-1848 pär av Frankrike. Han invaldes som utländsk ledamot av svenska Vetenskapsakademien 1821. Thénard undervisade vid École polytechnique där han även blev professor (till 1837), därjämte professor vid Collège de France och vid Faculté des sciences (till 1840).
Thénard var en av sin tids främsta kemister och hans namn är ett av de 72 som är ingraverade på Eiffeltornet.

## Forskning
Bland Thénards många undersökningar nämns här endast de viktigaste. År 1818 upptäckte han att väte med syre ger, förutom vatten, ännu en oxid, väteperoxid, vilket senare fick stor användning som antiseptiskt ämne och blekmedel. Tillsammans med Pierre Louis Dulong utförde han 1826 en undersökning över platinas och andra metallers förmåga att underlätta gasers förening. Tillsammans med Louis Joseph Gay-Lussac utarbetade han en metod för att framställa kalium och natrium. År 1808 framställde han bor i fritt tillstånd. 
Av största vikt är de undersökningar han tillsammans med Gay-Lussac 1809 utförde över saltsyra och klor, genom vilka de vetenskapliga bevisen anskaffades emot den då rådande uppfattningen av saltsyra som syresyra och klor som en högre oxid därav. Även på den organiska kemins område utförde han viktiga arbeten. Gemensamt med Gay-Lussac förbättrade han metoden för organiska ämnens analys. Han undersökte den vid torrdestillation av fett uppkomna sebacinsyran samt verkställde försök över jäsning, över etrar, galla med mera. 
Thénards arbeten publicerades i "Journal de physique", "Annales de chimie" och "Annales de chimie et de physique". De gemensamt med Gay-Lussac utförda arbetena samlades i "Recherches physico-chimiques" (1811). Han utgav även en av samtidens mest använda läroböcker i kemi, Traité de chimie élémentaire (1813-1816; sjätte upplagan, fem band, 1833-1836).